# 369년

## 연호
- 동진(東晉) 태화(太和) 4년
- 전량(前凉) 승평(昇平) 13년
- 전연(前燕) 건희(建熙) 10년
- 전진(前秦) 건원(建元) 5년
- 대(代) 건국(建國) 32년

## 기년
- 동진(東晉) 폐제(廢帝) 4년
- 신라(新羅) 내물 마립간(奈勿麻立干) 14년
- 고구려(高句麗) 고국원왕(故國原王) 39년
- 백제(百濟) 근초고왕(近肖古王) 24년

## 사건
- 백제의 근초고왕과 야마토(倭)의 진구(神功) 여왕이 동맹하여 한반도 남부의 소국들과 싸워 이김.

## 문화
- 고대 그리스 올림피아에서 기록상 마지막 고대올림픽인 287회 고대올림픽이 개최되었다.